# Tête de Trélaporte
La tête de Trélaporte, qui culmine à 2 552 mètres d'altitude, est la plus orientale des aiguilles de Chamonix dans le massif du Mont-Blanc. Elle domine la Mer de Glace.